# Kazushi Hosaka
Kazushi Hosaka (保坂 和志, Hosaka Kazushi, né le 15 octobre 1956) est un écrivain japonais. 

## Biographie
Originaire de la préfecture de Yamanashi, Hosaka étudie à l'université Waseda. Il est diplômé de sciences politiques et d'économie. Il travaille par la suite pour les centres culturels Seibu où il anime des ateliers de philosophie très populaires. Il publie son premier livre, Plainsong, en  1990. Il quitte Seibu en 1993 pour se consacrer à l'écriture avec l'aide de son camarade écrivain Nobuo Kojima.
Hosaka met en scène des personnages ordinaires dans leur quotidien tranquille. Son travail a été comparé aux films du réalisateur Yasujirō Ozu. Un thème commun dans ses ouvrages est la présence d'un chat dans la vie de ses personnages.

## Prix littéraires
- 1993 prix Mishima pour Kusa no ue no chôshoku (« Petit-déjeuner sur l'herbe »)
- 1995 prix Mishima pour Neko ni jikan no nagareru
- 1995 prix Akutagawa pour Kono hito no iki (« Les limites de cette personne-là »)
- 1997 prix Tanizaki pour Kisetsu no kioku  (« Mémoire des saisons »)
- 2000 prix Kawabata pour Ikiru yorokobi (« Joie de vivre »)
- 2009 prix Noma pour Mimei no tôsô  (« La bataille de l'aube »)
- 2018 prix Kawabata pour Koko to Yoso (« Ici et là »)

## Œuvres
- Pureinsongu (1990) traduit en français sous le titre Plainsong, ed. d'Est en Ouest, traduction de Julien Calas
- Kusa no ue no chôshoku (1993)
- Neko ni jikan no nagareru (1994)
- Kono hito no iki (1995)
- Kisetsu no kioku (1996)
- Ikiru yorokobi (2000)
- Mimei no tôsô  (2009)
- Koko to yoso (2018)

## Source de la traduction
- (en) Cet article est partiellement ou en totalité issu de l’article de Wikipédia en anglais intitulé « Kazushi Hosaka » (voir la liste des auteurs).

- (japonais) Cet article est partiellement ou en totalité issu de l’article de Wikipédia en japonais intitulé « 保坂和志 » (voir la liste des auteurs).